# Башарівка
Баша́рівка — село в Україні,  у Радивилівській міській громаді Дубенського району Рівненської області. Населення становить 557 осіб.

## Географія
Село розташоване на правому березі річки Слонівки.

## Назва
Башарівка — від староруського бахор, бахорити — молоти зайве. Можливо, сучасна назва походить від прізвиська перших власників села.

## Історія
1570 р. село належало до луцького земського судді Єрофея Госького (Гойського). 1583 р. його дружина платила податок з Башарівки за 11 димів, 5 городів. 1735 р. село належало до Михайла Ледуховського. 1831 року, після польського повстання власником села стала державна скарбниця. На початку XX ст. власницею маєтку в селі (340 десятин орної землі) стала Ольга Сологуб.
У 1906 році село Радзивилівської волості Кременецького повіту Волинської губернії. Відстань від повітового міста 30 верст, від волості 8. Дворів 108, мешканців 511.
7 (20) листопада 1917 року, відповідно до Третього Універсалу Української Центральної Ради, увійшло до складу Української Народної Республіки.
12 червня 2020 року, відповідно до розпорядження Кабінету Міністрів України № 722-р від «Про визначення адміністративних центрів та затвердження територій територіальних громад Рівненської області», увійшло до складу Радивилівської міської громади Радивилівського району.
19 липня 2020 року, в результаті адміністративно-територіальної реформи та ліквідації Радивилівського району, село увійшло до складу Дубенського району.

## Населення
Згідно з переписом УРСР 1989 року чисельність наявного населення села становила 533 особи, з яких 240 чоловіків та 293 жінки.
За переписом населення України 2001 року в селі мешкало 557 осіб.

### Мова
Розподіл населення за рідною мовою за даними перепису 2001 року:
| Мова            | Кількість | Відсоток |
| --------------- | --------- | -------- |
| українська      | 554       | 99.46%   |
| російська       | 1         | 0.18%    |
| білоруська      | 1         | 0.18%    |
| інші/не вказали | 1         | 0.18%    |
| Усього          | 557       | 100%     |

## Пам'ятки
Є церква з 1779 року, збудована на місці старої.

## Відомі люди
У селі народився (1898) письменник Микола Ледянко.
Василь Йосипович Краснопольський - народився 1 січня 1932 р. (Письменник).